# Sân bay Nizhneangarsk
Sân bay Nizhneangarsk (ICAO: UIUN) là một sân bay ở Buryatia, Nga, cách Nizhneangarsk 4 km về phía đông bắc. Nó nằm trên bờ phía bắc của hồ Baikal.

## Hãng hàng không và điểm đến
| Hãng hàng không | Các điểm đến                              |
| --------------- | ----------------------------------------- |
| Angara Airlines | Ulan-Ude                                  |
| Ayana           | Krasnoyarsk–Cheremshanka, Kyzyl, Ulan-Ude |

## Thống kê
Nguồn:

## Tai nạn và sự cố
- Vào ngày 27 tháng 6 năm 2019, một chiếc máy bay của Angara Airlines đã gặp tai nạn khi đang hạ cánh xuống Nizhneangarsk, khiến 2 người thiệt mạng.[6]